# Antrim (distrikt)
Antrim (irsk: Aontraim) er et distrikt og borough (en enhedskommune) i Nordirland. Kommunen blev oprettet i 1973, og den administreres af Antrim Borough Council.
Antrim ligger i det traditionelle grevskab Antrim. Distriktets hovedby hedder også Antrim.
54°43′37″N 6°12′36″V / 54.727°N 6.21°V